# Goiânia
Goiânia (Aussprache: [ɡoˈjɐ̃niɐ]), amtlich portugiesisch Município de Goiânia, ist die Hauptstadt des brasilianischen Bundesstaates Goiás. Sie liegt in Zentralbrasilien auf einer Hochebene etwa 750 Meter über dem Meeresspiegel. Sie hat etwas über 1,43 Millionen Einwohner (2022), das Gemeindegebiet umfasst etwa 729 Quadratkilometer. Die Entfernung zur Hauptstadt Brasília beträgt rund 200 Kilometer, zum Wirtschaftszentrum São Paulo sind es 950 Kilometer.

## Geschichte
Goiânia ist eine der geplanten Städte Brasiliens. Ihr Grundstein wurde am 24. Oktober 1933 gelegt, schon mit der Absicht, aus ihr die spätere Hauptstadt des Bundesstaates Goiás zu machen. Bis dahin war die Barockstadt Goiás Velho Hauptstadt des Staates. Die durch Pedro Ludovico Teixeira geplante und durch Atílio Correia Lima verwirklichte Stadt gehört heute zu den brasilianischen Städten mit der besten Lebensqualität. Von den 1100 Hektar verbauter Fläche sind 375 Hektar begrünt.
In Goiânia kam es im Jahr 1987 zu einem schwerwiegenden Unfall mit radioaktivem Material, dem Goiânia-Unfall.

## Geographie

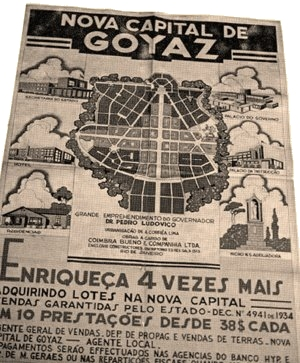
Ein Poster aus der Gründerzeit der Stadt Goiânia

Goiânia grenzt im Norden an die Gemeinden Goianira, Nerópolis und Goianápolis, im Süden an Aparecida de Goiânia, im Osten an Bela Vista de Goiás und im Westen an Goianira und Trindade. Durchflossen wird Goiânia vom Fluss Rio Meia Ponte und seinen Zuflüssen, darunter dem Ribeirão João Leite.
Das Biom ist der brasilianische Cerrado.

## Stadtverwaltung
Goiânia ist in sieben Verwaltungsregionen gegliedert, die wiederum aus vielen bairros bestehen.
Die Exekutive als Stadtpräfekt wurde von 2017 bis 2020 von Bürgermeister Iris Rezende Machado (MDB) ausgeübt. Bei der Kommunalwahl in Brasilien 2020 wurde zunächst Maguito Vilela für die Amtszeit von 2021 bis 2024 gewählt, da er bereits am 13. Januar 2021 verstarb, rückte der Vizepräfekt Rogério Cruz, der den rechtsreligiösen Republicanos angehört, als Nachfolger nach.
Die Legislative der Millionenstadt liegt bei der Abgeordnetenkammer (Câmara Municipal) aus 37 Stadträten (vereadores).
Das städtische Verwaltungszentrum (Centro Administrativo Municipal) befindet sich in der Av. do Cerrado, nº 999, Parque Lozandes, CEP: 74884-092.

## Bevölkerungsentwicklung
| Jahr | Einwohnerzahl |
| ---- | ------------- |
| 1991 | 913.485       |
| 2000 | 1.085.806     |
| 2010 | 1.302.001     |
| 2020 | 1.536.097     |
| 2021 | 1.555.626     |
| 2022 | 1.437.366     |

## Infrastruktur

### Verkehr
Der Flughafen von Goiânia ist der Aeroporto Internacional Santa Genoveva-Goiânia, kurz: Santa Genoveva (IATA-Code: GYN); er ist mit einem Passagieraufkommen von mehr als 1,5 Millionen Passagieren im Jahr 2007 derzeit im Ausbau begriffen. Eine neue Start-und-Lande-Bahn sowie ein neues Terminal sollen den Santa Genoveva Airport dem steigenden Verkehr anpassen. Direktflüge verbinden Goiânia mit den wichtigsten brasilianischen Flughäfen in Sao Paulo, Rio de Janeiro und Brasilia.
Daneben hat die Stadt ein riesiges Busterminal, das eines der wichtigsten Knotenpunkte für Linienbusse in Brasilien ist.

### Bildung
Zu den Hochschulen in Goiânia gehören die Universidade Federal de Goiás (UFG), die Päpstliche Katholische Universität von Goiás (portugiesisch Pontifícia Universidade Católica de Goiás; PUC-GO, PUC–Goiás); die Universidade Estadual de Goiás (UEG), das Instituto Federal de Educação, Ciência e Tecnologia de Goiás (IFG), das Centro Universitário de Goiás (Uni-Anhanguera) und die Universidade Paulista (UNIP).

### Tourismus
In Goiânia findet seit 2006 jährlich ein Oktoberfest statt (auch Oktoberfest do cerrado genannt). 2007 fand es vom 4. bis 7. Oktober statt. In diesem Jahr wurden 88.000 Besucher gezählt.
Sehenswürdigkeiten
- Palácio das Esmeraldas
- Torre do Relógio
- Teatro de Goiânia
- Zoo
- Bosque dos Buritis
- Parque Vaca Brava
- Museu Estadual Professor Zoroastro Artiaga
- Museu Antropológico da Universidade Federal de Goiás
- Museu Pedro Ludovico Teixeira
- Museu de Arte Contemporânea
- Monumento às Três Raças
- Monumento ao Bandeirante
- Centro Cultural Oscar Niemeyer

## Klima
Die jährliche Durchschnittstemperatur beträgt höhenbedingt 21,9 °C. Am kältesten ist es mit 18,8 °C bis 21,2 °C zwischen Mai und August. Die tiefste je gemessene Temperatur betrug 1,2 °C im Monat Juli. Der Frühling ist die heißeste Jahreszeit mit Mittelwerten zwischen 29 und 32 °C. Die jährliche Niederschlagsmenge beträgt 1487 Millimeter.
|                       | Jan   | Feb   | Mär   | Apr   | Mai  | Jun  | Jul  | Aug  | Sep  | Okt   | Nov  | Dez   |   |         |
| Mittl. Tagesmax. (°C) | 29,2  | 29,4  | 30,1  | 30    | 29,1 | 28,7 | 28,9 | 31,2 | 31,9 | 31    | 29,7 | 28,9  | ⌀ | 29,8    |
| Mittl. Tagesmin. (°C) | 19,7  | 19,7  | 19,5  | 18,5  | 16   | 13,7 | 13,2 | 15   | 18,1 | 19,5  | 19,6 | 19,7  | ⌀ | 17,7    |
|                       |       |       |       |       |      |      |      |      |      |       |      |       |   |         |
| Niederschlag (mm)     | 270,3 | 213,3 | 209,6 | 120,6 | 36,4 | 9,5  | 6,2  | 12,7 | 47,6 | 170,9 | 220  | 258,8 | Σ | 1.575,9 |
|                       |       |       |       |       |      |      |      |      |      |       |      |       |   |         |
| Regentage (d)         | 21    | 18    | 19    | 11    | 5    | 2    | 3    | 4    | 7    | 14    | 19   | 23    | Σ | 146     |

| 19,7 |

| 19,7 |

| 19,5 |

| 18,5 |

| 16 |

| 13,7 |

| 13,2 |

| 15 |

| 18,1 |

| 19,5 |

| 19,6 |

| 19,7 |

| 19,7 |

| 19,7 |

| 19,5 |

| 18,5 |

| 16 |

| 13,7 |

| 13,2 |

| 15 |

| 18,1 |

| 19,5 |

| 19,6 |

| 19,7 |

## Städtepartnerschaft
Seit 2004 führt Goiânia eine Partnerschaft mit der deutschen Stadt Idar-Oberstein.
Aus dieser Städtepartnerschaft ging eine Hochschulzusammenarbeit zwischen dem Umwelt-Campus Birkenfeld der Hochschule Trier und dem Instituto Federal de Educação, Ciência e Tecnologia de Goiás (Bundesinstitut für Ausbildung, Wissenschaft und Technologie, abgekürzt Instituto Federal de Goiás oder IFG) im Bereich Nachhaltiger Technologien hervor, die im Zeitraum vom 1. Januar 2005 bis 31. Dezember 2009 vom Deutschen Akademischen Austauschdienst gefördert wurde.